# Giuliano da Valle
Giuliano Cesarello, conosciuto come Beato Giuliano da Valle  (Valle d'Istria, ... – Valle d'Istria, 1343 o 1349), è stato un religioso italiano.

## Biografia

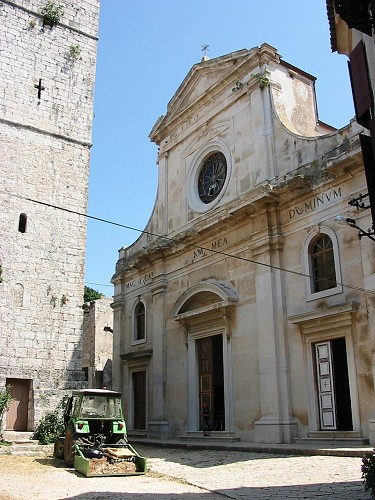
La chiesa di Valle dov'è conservato il corpo del beato Giuliano.

Una tradizione plurisecolare ha tramandato la storia del beato Giuliano da Valle. Sarebbe nato dalla nobile famiglia dei Cesarèl (Cesarello) a Castello di Valle (Castrum Vallis) — oggi Valle, nell'Istria croata — verso la fine del XIII secolo.
Accolto adolescente nell'Ordine dei frati minori, andò a risiedere presso il vicino convento di San Michele Arcangelo, ove trascorse l'intera vita in meditazione e al servizio dei poveri. La sua storia personale venne in qualche modo messa in relazione con quella di san Francesco d'Assisi, provenendo entrambi da famiglie agiate.
Morto nel 1343 o nel 1349, venne sepolto nello stesso convento di San Michele Arcangelo, venendo subito venerato come santo.

## Culto
Il suo sepolcro divenne meta di pellegrinaggi, tanto che nel 1564 gli abitanti di Parenzo cercarono di trafugarne il corpo. Secondo la tradizione, dopo qualche chilometro l'arca che conteneva le reliquie di Giuliano divenne talmente pesante da non potersi più muovere: solo gli abitanti di Valle riuscirono a sollevarla, riportandola nella propria chiesa fra feste e canti.
Giuliano era stato prescelto come patrono di Valle fin dal 1477, festeggiato sia civilmente che religiosamente. Il 26 febbraio 1793 Pio VI concesse l'indulgenza plenaria in occasione della sua festa patronale. A Valle nacque una confraternita a suo nome, e una delle campane del campanile gli venne intitolata.
Il 23 febbraio 1910 Pio X ne confermò il culto: fu quindi il primo santo istriano ad essere elevato agli onori degli altari in epoca moderna. La sua ricorrenza venne fissata al 1º maggio, ma nel Martirologio Francescano è ricordato il 4 novembre, con le parole Vallis in Istria B. Juliani confessoris vita et sanctitate celebris (a Valle in Istria, festa del beato Giuliano confessore, celebre per santità di vita).
Il suo corpo è stato conservato dalla morte fino al 1597 nel convento di San Michele, poi — in seguito all'abbandono dello stesso convento — nella chiesa collegiata di Valle, dove fin dal 1592 era stato eretto un altare a suo nome. La chiesa di Valle oggi è intitolata alla Visitazione di Maria Vergine, ma un tempo aveva il titolo di Santa Maria Elisabetta e Beato Giuliano. I vallesi festeggiano il beato Giuliano tre volte: oltre alla ricorrenza ufficiale del 1º maggio, ricordano il 4 luglio (trasferimento del corpo dal convento di San Michele) e il 29 settembre (consacrazione dell'altare del beato Giuliano).